# Clima
El clima se define como las condiciones meteorológicas medias que caracterizan a un lugar determinado. Es una síntesis del tiempo atmosférico, obtenida a partir de estadísticas a largo plazo. Los elementos meteorológicos a tomar en cuenta son la temperatura, la presión, el viento, la humedad y la precipitación.
El clima difiere del tiempo meteorológico en que la meteorología solo describe las condiciones de corto plazo de estas variables en una región dada. Así, el clima de un lugar o una región está constituido por los datos estadísticos de la meteorología de dicho lugar o región analizados a lo largo de un plazo relativamente largo, de 30 años o más, como señala F. J. Monkhouse (1978). Los componentes meteorológicos que suelen tomarse como elementos climáticos son cinco, como ya se ha indicado arriba.
El clima de una ubicación está afectado por su latitud, altitud, orientación del relieve, distancia al mar y corrientes marinas, que constituyen lo que se conoce como factores modificadores del clima. Los climas pueden clasificarse según la media y las gamas típicas de los cinco elementos señalados, principalmente temperatura y precipitación. El esquema de clasificación más utilizado la clasificación climática de Köppen, originalmente desarrollada por Wladimir Köppen, es la utilizada en el mapa que acompaña esta introducción con datos actuales de 1980 a 2016. El sistema Thornthwaite, en uso desde 1948, incorpora la evapotranspiración junto con la información de temperatura y precipitación y se utiliza en el estudio de la diversidad biológica y los efectos potenciales de cambios de clima sobre ella. Los sistemas de clasificación de Bergeron y Spatial Synoptic se centran en el origen de las masas de aire que definen el clima de una región.
La paleoclimatología es el estudio de los climas antiguos. Ya que no se dispone de observaciones directas del tiempo antes del siglo XIX, los paleoclimas se infieren a partir de variables (indicadores paleoclimáticos) que incluye pruebas no bióticas como los sedimentos encontrados en lechos lacustres y núcleos de hielo, y prueba biótica como los anillos de árbol y coral. Los modelos climáticos son modelos matemáticos de climas del pasado, presente y futuro. Un cambio climático puede ocurrir durante periodos largos y cortos a partir de una variedad de factores; el calentamiento reciente se trata en Calentamiento global. El calentamiento global produce redistribuciones. Por ejemplo, «un cambio de 3 °C en la temperatura media anual corresponde a un cambio en las isotermas en aproximadamente 300-400 km en latitud (en la zona térmica) o 500 m en elevación. Por lo tanto, se prevé que las especies se muevan hacia arriba en elevación o hacia los polos en latitud en respuesta a los cambios de las zonas climáticas».

## Parámetros climáticos
Para el estudio del clima hay que analizar los elementos del tiempo meteorológico: la temperatura, la humedad, la presión, los vientos, la precipitación, nubosidad, brillo y visibilidad. De ellos, las temperaturas medias mensuales y los montos pluviométricos mensuales a lo largo de una serie bastante larga de años son los datos más importantes que normalmente aparecen en los gráficos climáticos.
Hay una serie de factores que pueden influir sobre estos elementos: la latitud geográfica, la altitud del lugar, la orientación del relieve con respecto a la incidencia de los rayos solares (vertientes o laderas de solana y umbría) o a la de los vientos predominantes (Sotavento y barlovento), las corrientes oceánicas y la continentalidad (que es la mayor o menor lejanía de una región respecto del océano o del mar).

## Estudio del tiempo atmosférico
Hay muchas clases de tiempo: cálido o frío, húmedo o seco, despejado o tormentoso, las cuales resultan de diferentes combinaciones de las variables atmosféricas de temperatura, presión, viento, humedad y precipitación. El tiempo siempre ejerció poderosa influencia sobre las actividades humanas, y durante siglos el hombre ha estudiado la atmósfera, tratando de comprender su comportamiento.
La meteorología es la rama de la ciencia que estudia esta envoltura de aire en torno de nuestro planeta.
Las variaciones a corto plazo de la atmósfera (que llamamos tiempo meteorológico), se relacionan con nuestra vida cotidiana. La lluvia que riega nuestras cosechas y llena nuestros embalses es parte del tiempo, lo mismo que los huracanes y tornados que dañan nuestras ciudades y el rayo que puede fulminarnos en un segundo.
En un principio, los hombres simplemente observaban el tiempo; luego trataron de emplear sus observaciones como base para la predicción y anticipación de las condiciones meteorológicas; finalmente aprendieron que no podían pronosticarlas con mucho éxito sin comprender su funcionamiento. Y cuando finalmente se consiguió cierto conocimiento de los procesos atmosféricos, se comenzó a pensar en el intento de alterarlos. Estos son los tópicos que consideramos aquí: los esfuerzos humanos para observar, predecir, entender y aminorar los efectos negativos del tiempo atmosférico.

### Elementos del clima

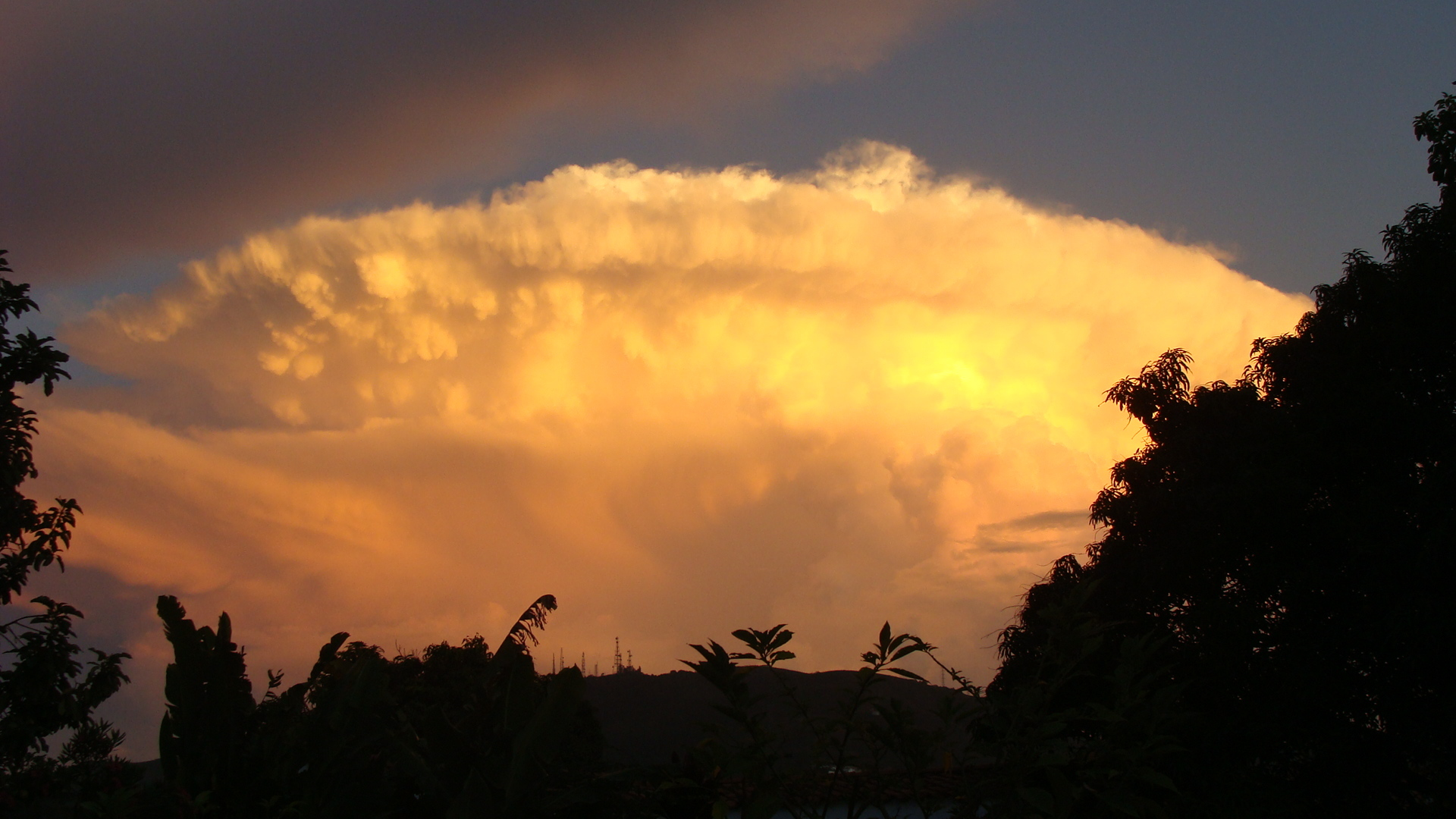
Una nube cumulonimbus bastante desarrollada vista hacia el este en el sureste de Caracas, Venezuela. Un buen ejemplo del flujo de energía (térmica, eléctrica, físico-química, etc.) en el seno de la atmósfera.

Los elementos constituyentes del clima son: temperatura, presión, viento, humedad y precipitación. Tener un registro durante muchos años de los valores correspondientes a dichos elementos en un lugar determinado, nos sirve para poder definir cómo es el clima de ese lugar. De estos cinco elementos, los más importantes son la temperatura y la precipitación, porque en gran parte, los otros tres elementos o rasgos del clima están estrechamente relacionados con los dos que se han citado. Ello significa que una mayor o menor temperatura da origen a una menor o mayor presión atmosférica, respectivamente, ya que el aire caliente tiene menor densidad y por ello se eleva (ciclón o zona de baja presión), mientras que el aire frío tiene mayor densidad y tiene tendencia a descender (zona de alta presión o anticiclón). A su vez, estas diferencias de presión dan origen a los vientos (de los anticiclones a los ciclones), los cuales transportan la humedad y las nubes y, por lo tanto, dan origen a la repartición de las lluvias sobre la superficie terrestre.

#### Temperatura atmosférica
Se refiere al grado de calor específico del aire en un lugar y momento determinados.                                    El clima depende de la manera en que la energía de la radiación solar se reparte entre la atmósfera y la superficie terrestre. El clima es más cálido donde llega más energía a la superficie, y más frío donde menos.
Esta insolación depende de dos tipos de factores:
- Factores planetarios: el movimiento de rotación terrestre (que origina el día y la noche, con las diferencias térmicas que ello conlleva) y el movimiento de traslación de la Tierra alrededor del Sol, que da origen a las estaciones (épocas de mayor o menor exposición de la radiación solar debido a la inclinación del eje terrestre con respecto a la eclíptica u órbita terrestre).
- Factores geográficos. Son aquellos que dependen de las condiciones específicas del lugar con respecto a las características térmicas del aire en dicho lugar. Son: la latitud (que explica la mayor o menor radiación solar en función de la inclinación del eje terrestre a lo largo del año); la altitud, que da origen a la diferenciación térmica de la atmósfera dando origen a lo que se conoce como pisos térmicos, aspecto fundamental en el estudio del clima; la mayor o menor distancia al mar que afecta la mayor o menor oscilación o amplitud térmica del aire, respectivamente; la orientación del relieve de acuerdo a la insolación (vertientes o laderas de solana, más cálidas, y de umbría, más frías, ambas consideradas a una altitud y latitud equivalentes) y las corrientes marinas, que proporcionan una forma muy importante de trasladar calor de la zona intertropical a las zonas templadas y polares, haciendo más suave el clima en estas últimas zonas geoastronómicas.

Estos cinco factores no afectan solamente a la temperatura atmosférica, sino también al resto de los elementos del clima: la presión atmosférica, los vientos, la humedad y la precipitación.

#### Presión atmosférica
Es la presión que ejerce el peso de las masas de aire en todas direcciones, y varía inversamente con la altitud y directamente con la temperatura, es decir, en condiciones normales, a mayor altitud, menor temperatura, menor presión.

#### Viento
Es el movimiento de masas de aire de acuerdo con las diferencias de presión atmosférica. En sentido general, el viento es el vehículo por el medio del cual se realiza el transporte de energía en el seno de la atmósfera y, por lo tanto, ayuda a distribuir más equitativamente esa energía. El viento constituye un elemento fundamental en el ciclo hidrológico que, a su vez, resulta imprescindible para sustentar la vida en la Tierra.

#### Humedad
Se denomina humedad al agua que impregna un cuerpo o al vapor presente en la atmósfera. El agua está presente en todos los cuerpos vivos, ya sean animales o vegetales, y esa presencia es de gran importancia para la vida.

#### Precipitación
Es cualquier forma de hidrometeoro procedente del agua atmosférica en forma de nubes que cae a la superficie terrestre por medio de las diferentes formas de precipitación (lluvia, nieve, granizo, etc.).

### Factores que determinan el clima
- Latitud
- Altitud
- Distancia al mar
- Corrientes oceánicas
- Orientación del relieve

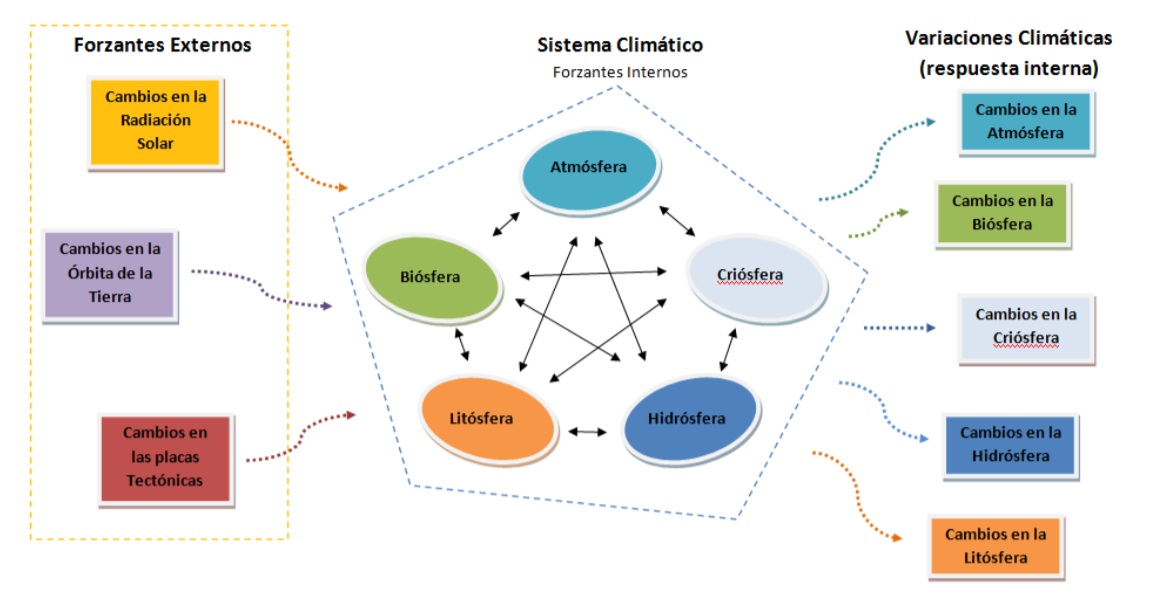
Partes constitutivas del sistema climático terrestre.

- Dirección de los vientos planetarios y estacionales

### Latitud geográfica
- Efectos sobre la temperatura atmosférica:

La latitud determina la inclinación con la que caen los rayos del Sol y la diferencia de la duración del día y la noche. Cuanto más directamente incide la radiación solar, más calor aporta a la Tierra.
Las variaciones de la insolación que recibe la superficie terrestre se deben a los movimientos de rotación (variaciones diarias) y de traslación (variaciones estacionales).
Las variaciones en latitud son causadas, de hecho, por la inclinación del eje de rotación de la Tierra. El ángulo de incidencia de los rayos del Sol no es el mismo en verano que en invierno siendo la causa principal de las diferencias estacionales. Cuando los rayos solares inciden con mayor inclinación calientan mucho menos porque el calor atmosférico tiene que repartirse en un espesor mucho mayor de atmósfera, con lo que se filtra y dispersa parte de ese calor. Fácilmente se puede comprobar este hecho cuando comparamos la insolación producida en horas de la mañana y de la tarde (radiación con mayor inclinación) con la que recibimos en horas próximas al mediodía (insolación más efectiva por tener menor inclinación). Es decir, una mayor inclinación en los rayos solares provoca que estos tengan que atravesar mayor cantidad de atmósfera, atenuándose más que si incidieran más perpendicularmente. Por otra parte, a mayor inclinación, mayor será la componente horizontal de la intensidad de radiación. Mediante sencillos cálculos trigonométricos puede verse que: I (incidente) = I (total) • cosθ. Es así que los rayos solares inciden con mayor inclinación durante el invierno por lo que calientan menos en esta estación. También podemos referirnos a la variación diaria de la inclinación de los rayos solares: las temperaturas atmosféricas más frías se dan al amanecer y las más elevadas, en horas de la tarde.
- Efectos sobre las precipitaciones:

La latitud determina la localización de los centros de acción que dan origen a los vientos: anticiclones (centros de altas presiones) y ciclones (áreas de baja presión o depresiones). Los anticiclones son áreas de alta presión, donde el aire desciende de cierta altura por ser frío y seco (el aire frío y seco es más pesado que el cálido y húmedo), mientras que los ciclones son áreas de baja presión donde el aire se eleva por su menor densidad. La ubicación de los mayores centros de acción determina la dirección y mecánica de los vientos planetarios o constantes y por consiguiente, las zonas de mayor o menor cantidad de precipitación. Los cuatro paralelos notables (Trópicos y círculos polares) generan la existencia de grandes zonas anticiclónicas y depresiones de origen dinámico, es decir, originadas por el movimiento de rotación terrestre y de origen térmico (originadas por la desigual repartición del calentamiento de la atmósfera).

### Altitud del relieve
La altura del relieve modifica sustancialmente el clima, en especial en la zona intertropical, donde se convierte en el factor modificador del clima de mayor importancia. Este hecho ha determinado un criterio para la conceptualización de los pisos térmicos, que son fajas climáticas delimitadas por curvas de nivel que generan también curvas de temperatura (isotermas) que se han establecido tomando en cuenta tipos de vegetación, temperaturas y orientación del relieve. Se considera la existencia de cuatro o cinco pisos térmicos en la zona intertropical:
1. Macrotérmico (menos de 1 km de altura), con una temperatura que varía entre los 27 °C al nivel del mar y los 20°.
2. Mesotérmico (1 a 3 km): presenta una temperatura entre los 10 y 20 °C, su clima es templado de montaña.
3. Microtérmico (3 a 4,7 km): su temperatura varía entre los 0 y 10 °C. Presenta un tipo de clima de páramo o frío.
4. Gélido (más de 4,7 km): su temperatura es menor de 0 °C y le corresponde un clima de nieves perpetuas.

Algunos autores subdividen el piso mesotérmico en dos para lograr una mayor precisión debido a que la diferencia de altitud y temperatura entre 1 y 3 km es demasiado grande como para incluir un solo piso climático. Quedaría así un piso intermedio entre 1000 y 1500 m que se le ha denominado piso subtropical, aunque se trata de un nombre poco apropiado ya que este término se refiere a una latitud determinada y no a un piso térmico determinado por la temperatura. Y el piso ubicado entre los 1500 y 3000 m constituiría el piso templado, al que le seguiría el piso de páramo hasta los 4700 m s. n. m.
El cálculo aproximado que se realiza, es que al elevarse 160 m, la temperatura baja 1 °C. Como se puede ver en el artículo principal sobre los pisos térmicos, la disminución de la temperatura con la altitud varía según las zonas geoastronómica en la que nos encontremos. Si es en la zona intertropical, en la que el espesor de la atmósfera es bastante mayor, la temperatura desciende 1 °C, no a los 160 m de ascenso, sino a los 180 m aproximadamente.

### Orientación del relieve
La disposición de las cordilleras con respecto a la incidencia de los rayos solares determina dos tipos de vertientes o laderas montañosas: de solana y de umbría.
Al norte del trópico de Cáncer, las vertientes de solana son las que se encuentran orientadas hacia el sur, mientras que al sur del trópico de Capricornio las vertientes de solana son, obviamente, las que están orientadas hacia el norte. En la zona intertropical, las consecuencias de la orientación del relieve con respecto a la incidencia de los rayos solares no resultan tan marcadas, ya que una parte del año el sol se encuentra incidiendo de norte a sur y el resto del año en sentido inverso.
La orientación del relieve con respecto a la incidencia de los vientos dominantes (los vientos planetarios) también determina la existencia de dos tipos de vertientes: de barlovento y de sotavento. Llueve mucho más en las vertientes de barlovento porque el relieve da origen a las lluvias orográficas, al forzar el ascenso de las masas de aire húmedo.

### Continentalidad
La proximidad del mar modera las temperaturas extremas y suele proporcionar más humedad en los casos en que los vientos procedan del mar hacia el continente. Las brisas marinas atenúan el calor durante el día y las terrestres limitan la irradiación nocturna. En la zona intertropical, este mecanismo de las brisas atempera el calor en las zonas costeras ya que son más fuertes y refrescantes, precisamente, cuanto más calor hace (en las primeras horas de la tarde).
Una alta continentalidad, en cambio, acentúa la amplitud térmica. Provocará inviernos fríos y veranos calurosos. El ejemplo más notable de la continentalidad climática lo tenemos en Rusia, especialmente, en la parte central y oriental de Siberia: Verjoyansk y Oimyakon rivalizan entre sí como los polos del frío durante los largos inviernos boreales (menos de 70 °C bajo cero). Ambas poblaciones se encuentran relativamente cerca del océano Glacial Ártico y del océano Pacífico en su parte más septentrional (al norte del círculo polar ártico), pero muy lejos de las zonas occidentales del ecuador térmico tanto del Atlántico como del océano Pacífico, que es de donde proceden los vientos dominantes cargados de humedad (vientos del Oeste).
La continentalidad es el resultado del alto calor específico del agua, que le permite mantenerse a temperaturas más frías en verano y más cálidas en invierno. Es lo mismo que decir que el agua no es diatérmana ya que se calienta directamente con los rayos solares aunque posee una gran inercia térmica: tarda mucho en calentarse, pero también tarda más en enfriarse por irradiación, en comparación con las áreas terrestres o continentales. Las masas de agua son, pues, el más importante agente moderador del clima.

### Corrientes oceánicas
Las corrientes marinas o, con mayor propiedad, las corrientes oceánicas, se encargan de trasladar una enorme cantidad de agua y, por consiguiente, de energía térmica (calor). La influencia muy poderosa de la corriente del Golfo, que trae aguas cálidas desde las latitudes intertropicales hace más templada la costa atlántica de Europa que lo que le correspondería según su latitud. En cambio, otras zonas de la costa este de América del Norte, situadas a la misma latitud que las de Europa presentan unas temperaturas mucho más bajas, especialmente en invierno. El caso de Washington D. C., por ejemplo, puede compararse con Sevilla, que está a la misma latitud, pero que tiene unos inviernos mucho más cálidos. Y esta diferencia se acentúa más hacia el norte, porque al alejamiento de la corriente del Golfo hay que sumar la influencia de las aguas frías de la corriente del Labrador: Oslo, Estocolmo, Helsinki y San Petersburgo, capitales de países europeos, se encuentran a la misma latitud que la península del Labrador y la bahía de Hudson, territorios prácticamente deshabitados por el clima extremadamente frío. Otro interesante ejemplo de que las temperaturas no guardan una correspondencia estricta con la latitud, cuando se tratan de corrientes oceánicas frías o cálidas se encuentra en el hecho de que las aguas oceánicas en España y Portugal son más cálidas que en las costas de Canarias y Mauritania, a pesar de la menor latitud de las costas africanas, por el hecho de que en ambos casos están incidiendo los efectos de dos corrientes distintas: la corriente del Golfo en las costas europeas y la de las Canarias en las costas africanas.
Las corrientes frías también ejercen una poderosa influencia sobre el clima. En la zona intertropical producen un clima muy árido en las costas occidentales de África y de América, tanto del norte como del sur. Estas corrientes frías no se deben a un origen polar de las aguas (algo que se señala en algunos textos desde hace mucho tiempo), que no se explicaría en el caso de las corrientes frías de California y de Canarias ya que ambas están ubicadas entre corrientes cálidas a mayor y a menor latitud. La frialdad de las corrientes se debe al ascenso de aguas profundas en dichas costas occidentales de la Zona Intertropical. Ese ascenso de las aguas, lento pero constante, es muy evidente en el caso de la Corriente de Humboldt o del Perú, una zona muy rica en plancton y en pesca, precisamente, por el ascenso de aguas profundas, que traen a la superficie una gran cantidad de materia orgánica. Como las aguas frías producen alta presión atmosférica, como se explica en los artículos sobre la Guayana Venezolana y sobre la diatermancia, la humedad relativa en las áreas de aguas frías es muy baja y las lluvias son muy escasas o nulas: el desierto de Atacama es el más árido del mundo.
Los motivos de la surgencia de las aguas frías se deben a dos razones relacionadas con el movimiento de rotación de la Tierra:
- En primer lugar, a la dirección de los vientos planetarios en la zona intertropical y a la propia dirección de las corrientes ecuatoriales. En ambos casos, es decir, en el caso de los vientos y de las corrientes marinas, el desplazamiento se produce de este a oeste (en sentido contrario a la rotación terrestre) y alejándose de la costa. A su vez, este alejamiento de la costa de los vientos y de las aguas superficiales, crea las condiciones que explican en parte el ascenso de las aguas más profundas, que vienen a reemplazar a las aguas superficiales que se alejan. Por último, en la zona intertropical, los vientos son de componente Este, debido al movimiento de rotación de la Tierra, por lo que en las costas occidentales de los continentes en la zona intertropical soplan del continente hacia el océano, por lo que su humedad es muy escasa. En otra escala mucho más reducida, este fenómeno puede comprobarse en las playas levantinas españolas: cuando sopla el viento de Poniente, el Mediterráneo se encuentra sin olas (rizado, cuando mucho) pero las aguas en la playa se notan mucho más frías de lo normal. Y en el caso de la isla de Margarita es mucho más evidente, porque en ella soplan los vientos del Este durante todo el año y a cualquier hora: la temperatura de la playa de La Galera en Juan Griego es mucho más fría, aunque sin ningún oleaje perceptible, que la de Playa El Agua o la Playa de El Tirano, en las costas orientales de la isla, ubicadas apenas a unos 15 km hacia el Este.
- En segundo lugar, el propio movimiento de rotación es el responsable directo del ascenso de las aguas frías en las costas occidentales de los continentes en las latitudes subtropicales. El proceso es relativamente sencillo: debido al movimiento de rotación terrestre, de oeste a este, las aguas del fondo oceánico, que se desplazan conjuntamente con la parte sólida de las cuencas oceánicas, se ven forzadas a ascender cuando el talud continental actúa como una especie de pala (inmóvil con relación al resto de la litosfera) que las obliga a subir. En realidad, este segundo motivo es el más importante, mientras que la dirección de los vientos de este a oeste con las corrientes marinas frías no es una causa de éstas sino que también se debe al movimiento de rotación terrestre. Más aún, en el caso de la Corriente de Humboldt, los vientos de este a oeste no coinciden con la corriente ya que ésta va de sur a norte y cuando se acerca al ecuador terrestre se desvía hacia el noroeste. Precisamente, la falta de coincidencia entre las direcciones de los vientos y de las corrientes es una demostración de que no se trata exactamente de las mismas causas. El artículo corrientes oceánicas frías explica estas ideas con mayor amplitud.

## Clasificaciones climáticas

### Clasificación climática de Köppen en función de: temperatura, precipitación y vegetación.

Las temperaturas mensuales promedio de la superficie de 1961-1990. Este es un ejemplo de cómo el clima varía con la localización y la temporada.

Imágenes globales mensuales de la NASA Observatorio de la Tierra. (SVG interactiva)

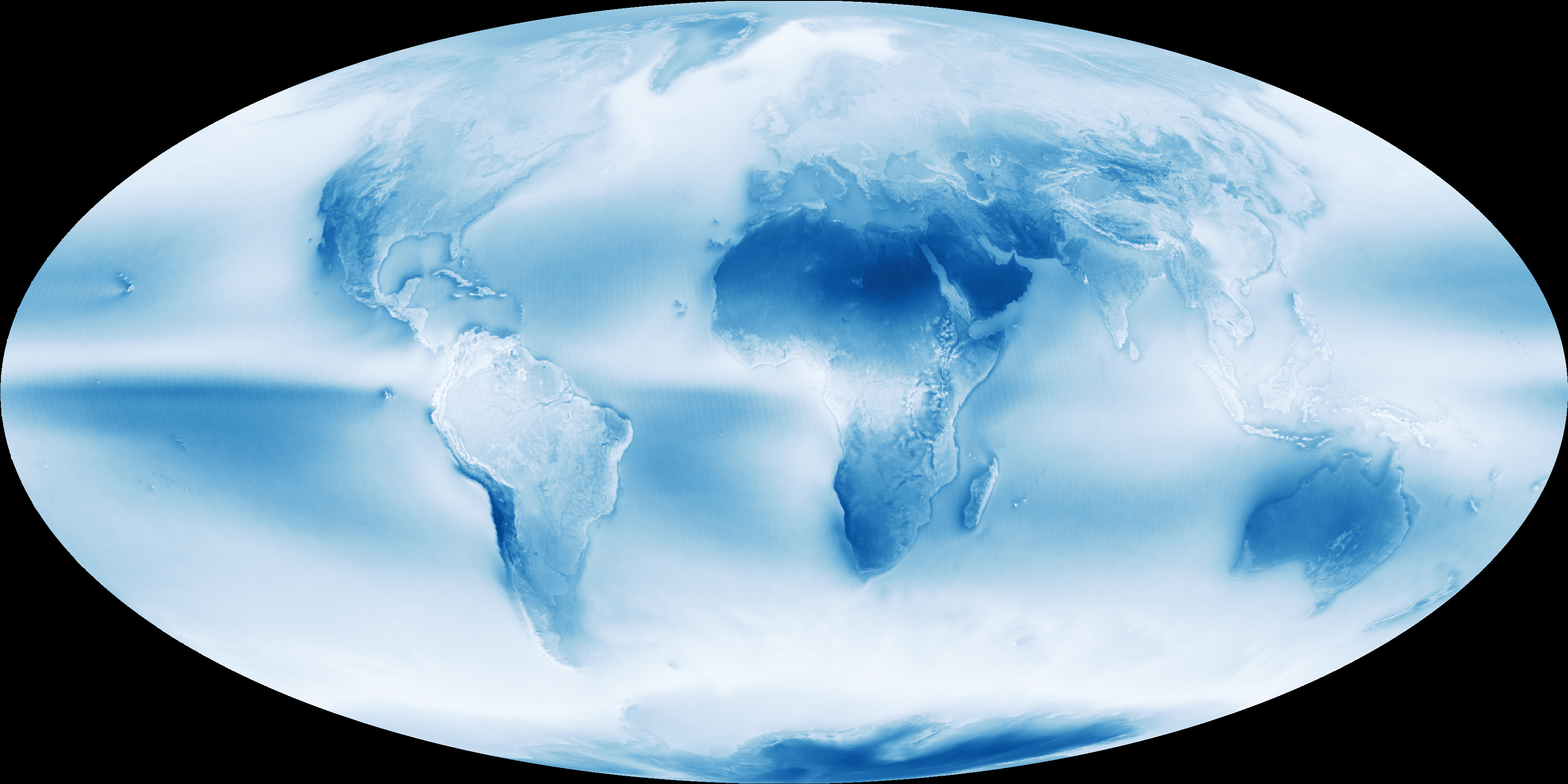
Manchas nubladas y soleadas del mundo. Mapa del Observatorio de la Tierra de la NASA utilizando los datos recogidos entre julio de 2002 y abril de 2015.

La obra principal de Köppen (o Kœppen) con respecto a la Climatología se titula Die Klimate der Erde (El Clima de la Tierra) publicada en 1923, y en la que describe los climas del mundo en función de su régimen de temperaturas y de precipitaciones. Constituye la primera obra sistemática sobre Climatología y que marcó la pauta para introducir distintas mejoras que la convirtieron en la clasificación climática más conocida. Emplea un sistema de letras mayúsculas y minúsculas cuyo valor está establecido en torno a ciertos umbrales en cuanto a las temperaturas medias anuales para separar los climas tropicales (letra A) de los templados (letra C) y a estos de los continentales (letra D) y polares (letra E). La letra B la destina a los climas secos con dos tipos: BS, clima semidesértico o estepario y BW, o clima desértico propiamente dicho. Por último, la letra H la emplea para los climas indiferenciados de alta montaña, aspecto en el que, con el diseño de una clasificación de pisos térmicos, es decir, con la división de las fajas altitudinales empleando curvas de nivel de una altitud determinada, se introdujo una mejora sustancial y que ha venido a sustituir a esos climas indiferenciados de montaña.
Resumiendo la clasificación climática de Köppen se puede señalar los siguientes tipos de clima:
1. A – Climas Macrotérmicos (Cálidos, de la zona intertropical).
2. B – Climas secos (localizados en las zonas subtropicales y en el interior de los continentes de la zona intertropical o de las zonas templadas). Se divide en dos tipos: Desértico (BW) y semidesértico o estepario (BS).
3. C – Climas Mesotérmicos o templados.
4. D – Climas fríos (localizados en latitudes altas, próximas a los círculos polares y donde la influencia del mar es muy escasa).
5. E – Climas polares. Se localizan en las zonas polares, limitadas. hacia el ecuador por los Círculos polares.
6. H – Climas indiferenciados de alta montaña.

Para determinar los subgrupos o subtipos se añaden otras letras minúsculas:
1. f – Lluvias todo el año sin estación seca definida, p. ej., en la zona intertropical Af = Clima de selva.
2. w – Lluvias en verano, también en la zona intertropical, p. ej., Aw = Clima de sabana.
3. m – Lluvias de monzón. Similar al Aw, pero con lluvias más intensas originadas por la diferencia acentuada de las presiones atmosféricas entre el océano y los continentes. Solo se presenta en el sur y sureste del continente asiático. Las lluvias suelen ser muy intensas y prolongadas durante la época de calor, cuando las bajas presiones continentales atraen a los vientos procedentes del océano Índico cargados de humedad, que se descargan en las vertientes meridionales del Himalaya y otras cordilleras provocando desbordamientos de los grandes ríos de la zona, como el Indo, el Ganges, el Bhramaputra, el Irawaddy, el Saluen y el Mekong, así como otros ríos del sur de China.
4. s – Lluvias en invierno. Corresponde al clima subtropical seco o clima mediterráneo (Csa según Köppen), localizado en las latitudes subtropicales de las costas occidentales de los continentes.

La clasificación por tipo de vegetación utiliza letras mayúsculas y son:
1. S – Estepa, por ejemplo BS
2. W – Desierto, por ejemplo BW
3. T – Tundra
4. F – Hielos perpetuos
5. B – De alta montaña

Entre las principales modificaciones al sistema ideado por Köppen pueden citarse las de Trewartha y la de Thornthwaite, que ha sido considerado por Strahler como un sistema aparte.

### En función exclusivamente de la temperatura
- Climas sin inviernos: el mes más frío tiene una temperatura media mayor de 18 °C. Corresponde a los climas isotermos de la zona intertropical en áreas inferiores a los 1000 m de altitud, aproximadamente.
- Climas de latitudes medias: con las cuatro estaciones.
- Climas sin verano: el mes más caluroso tiene una temperatura media menor a 10 °C.

### En función de la altitud
En la Zona Intertropical existen 4 pisos térmicos (también llamados pisos climáticos o pisos bióticos) ya que los cinco elementos o parámetros del clima que se han indicado varían con la altitud. Algunos autores añaden un piso intermedio (también llamado subtropical) entre el macrotérmico y el mesotérmico, ya que este último abarca una diferencia considerable de altura. Como se ha indicado, estos 4 pisos son:
- Macrotérmico, con las temperaturas siempre elevadas y constantes, ubicado entre el nivel del mar y los 800 a 1000 m s. n. m. (metros sobre el nivel del mar), según los criterios de distintos autores.
- Mesotérmico o piso templado, entre los 800 a 1000 m, hasta los 2500 a 3000 m de altitud.
- Microtérmico o piso frío (llamado en algunos países hispanoamericanos como «piso de páramo»), desde los 2500 o 3000 m s. n. m. hasta el nivel de las nieves perpetuas (aproximadamente, a los 4700 m s. n. m.)
- Gélido, helado o de nieves perpetuas, a partir de los 4700 m de altitud, cota donde se ubica, aproximadamente, la isoterma de los 0 °C.

Y a medida que avanzamos en latitud, el número de pisos climáticos va disminuyendo porque la influencia de la altitud va siendo sustituida por la de la misma latitud. Esto significa que el primer piso que desaparece (ya en las zonas templadas) es el piso macrotérmico. Y la diferencia esencial entre los pisos térmicos o climáticos en la zona intertropical y en otras zonas geoastronómicas es que en aquella solo encontramos climas isotermos, es decir, con las temperaturas semejantes a lo largo de todo el año mientras que en las zonas templadas, las temperaturas varían considerablemente durante las estaciones debido a la distinta inclinación de los rayos solares durante el año y, por ende, a las distintas cantidades de energía solar que recibe la superficie terrestre a lo largo del año.

### En función de la precipitación
- Árido
- Semiárido
- Subhúmedo
- Húmedo
- Muy húmedo

Con relación a los umbrales que separan unos climas de otros según las precipitaciones respectivas, existen diversas interpretaciones (según distintos autores), que deberían estar basadas, además de los montos pluviométricos de las estaciones ubicadas en un clima dado, en las temperaturas medias mensuales de esas mismas estaciones, tal como se indica en el artículo sobre el índice xerotérmico de Gaussen ya que no es lo mismo una pluviosidad de 40 mm para un mes determinado en una estación meteorológica de un clima cálido que si se trata de un clima frío. De hecho, una escasa precipitación en un mes de apenas un litro de agua por m² (es decir, 1 mm) no tendría ningún efecto cuando se trata de un clima cálido, ya que ese valor de la precipitación quedaría anulado rápidamente por la evaporación: pero si hablamos de un clima de tundra durante el invierno, en el que las temperaturas medias fueran inferiores a los 0 °C, ese litro de agua permanecería en el suelo en forma líquida o sólida, por la casi ausencia de evaporación que se presenta con esas temperaturas.
En el caso de España, por ejemplo, la pluviosidad disminuye de noroeste a sureste, desde unos 1500 mm anuales en una gran parte de Galicia hasta los 300 mm o menos en las costas de Almería, con una aridez extrema en los valles internos de la provincia por el efecto de sotavento de las alineaciones montañosas, como sucede, por ejemplo, en el valle de Tabernas. Y el ejemplo de las laderas occidentales de la Sierra de Grazalema, en Cádiz, con una pluviosidad aún mayor que la de Galicia servirían para aclarar un poco la idea ya indicada de la influencia de la temperatura con respecto a la efectividad de las lluvias. Si no se toma en cuenta la Sierra de Grazalema en lugar de Galicia para definir la gradación progresiva de los climas según su mayor o menor aridez es porque esta Sierra, que fue declarada en 1977 Reserva de la biosfera por la UNESCO, representa un caso especial y muy localizado, e inverso al de Tabernas, en el sentido de que se trata de un área expuesta a los vientos del oeste, es decir, a barlovento, lo que incide en la ocurrencia de lluvias orográficas. En cambio, en el valle de Tabernas, con un clima desértico y ubicado en el extremo oriental de Andalucía, en Almería, se trata de una zona a sotavento de los vientos del oeste, por lo que la humedad es muy escasa.

### Clasificación genética
Clasifica en función de las masas de aire que le dan origen:
- Clima I: vaguada ecuatorial y clima seco.
- Clima II: controlado por la zona de contacto de viento tropical y polar.
- Clima III: controlado por vientos polares y árticos y tundras

Tiene el problema de ser excesivamente sintético y los detalles, es decir, la innumerable gama de variaciones continentales, regionales y locales, prácticamente se dejan de tener en cuenta.

## Diferentes tipos de clima por temperatura
En el mundo los tipos de clima por su temperatura se clasifican en tres grupos (no confundir con los pisos térmicos arriba descritos).

### Cálidos
Los climas cálidos se encuentran dentro de la zona intertropical, siendo climas tropicales en su mayoría. Su temperatura media es siempre superior a los 22 °C y no se presentan las estaciones, son isotérmicos y la temperatura disminuye con la altura. La continentalidad no tiene efecto aquí y la precipitación varía entre desde 400 mm en los áridos hasta superar los 8000 mm en el ecuatorial.
- Clima ecuatorial (región amazónica, parte oriental de Panamá, península de Yucatán, centro de África, occidente costero de Madagascar, sur de la península de Malaca e Insulindia).
- Clima tropical de sabana (Caribe, Llanos y costas de Colombia, Costa Rica y Venezuela, costa del Ecuador, costa norte del Perú, la mayor parte del este de Bolivia, noroeste de Argentina, norte de Paraguay, centro y sur de África, sudeste asiático, norte de Australia, sur y parte del centro de la India, la Polinesia, etc., y la costa surcentral del Pacífico de México).
- Clima subtropical árido (suroeste de América del Norte, norte y suroeste de África, oriente medio, costa central y sur del Perú, norte de Chile, centro de Australia). Se ubica entre los climas desérticos subtropicales y las franjas de clima mediterráneo, del cual se distingue por una pequeña diferencia en cuanto a la lluvia recibida.
- Clima desértico cálido y semidesértico cálido. La mayor parte del Sáhara y Medio Oriente, zonas del norte de México, la Guajira y el Zulia en el norte de Sudamérica y la costa peruana.

### Templados
Los climas templados son los propios de latitudes medias, y se extienden entre los paralelos 30 grados y 70 grados aproximadamente (zona templada). Su carácter procede de los contrastes estacionales de las temperaturas y las precipitaciones, y de una dinámica atmosférica condicionada por los vientos del oeste. Excepcionalmente, aparecen en zonas altas intertropicales aunque de carácter isotérmico (sin oscilación térmica anual relevante). Las temperaturas medias anuales se sitúan alrededor de los 15 °C y la precipitación va desde 300 a más de 1000 mm anuales, dependiendo de factores como la exposición del relieve a los vientos y a la insolación, la distancia al mar o continentalidad y otros.
Dentro de los climas templados distinguimos dos grandes conjuntos: los climas subtropicales, o templados-cálidos, y los climas templados propiamente dichos, o templados-fríos. A su vez, dentro de cada uno de esos grandes conjuntos se engloban varios subtipos climáticos.
- Clima desértico templado y frío y semidesértico templado y frío, este último también llamado clima estepario, se ubican en el interior de los continentes en la zona templada (Asia Central, centro-oeste de América del Norte, Mongolia, norte y oeste de China).
- Clima subtropical húmedo  (sudeste de Estados Unidos y Australia, Noreste de México, sur de China, noreste de Argentina, sur de Brasil, sur de Paraguay y Uruguay, norte de la India y Pakistán, Japón y Corea del Sur).
- Clima mediterráneo  (zona del Mediterráneo, California, norte de Baja California, centro de Chile, sur de Sudáfrica, suroeste de Australia).
- Clima oceánico o atlántico (zona atlántica europea, costas del Pacífico del noroeste de Estados Unidos y de Canadá, sureste de Australia, Nueva Zelanda, sur de Chile, costa de la provincia de Buenos Aires, Argentina, ).
- Clima templado de montaña o tropical de montaña (sitios de no más de 3000 m de altura de los Andes intertropicales (Colombia, Ecuador, Perú y Venezuela), zonas altas de Centroamérica y México, macizos de África Oriental e Insulindia).
- Clima continental  (centro de Europa y China y la mayor parte de Estados Unidos, norte y este de Europa, sur y centro de Siberia, Canadá y Alaska).

### Fríos
- Climas polares (al norte del círculo polar ártico y al sur del círculo polar antártico y montañas nevadas).
- Clima de tundra  (en zonas subpolares y montañas altas).

## Microclimas
- Clima urbano: Es un tipo de microclima originado por el calentamiento del aire por las actividades domésticas de tipo urbano, la industria, el transporte, la calefacción y otras causas. También produce un clima más seco y con mayores extremos meteorológicos.
- Incendios: ver tormenta ígnea. El lugar donde se producen incendios forestales suele tener unos efectos similares a los de los climas urbanos debido al calentamiento del aire en esos lugares.
- Erupciones: las erupciones volcánicas pueden producir lluvias torrenciales, nubes de polvo y agua, con tormentas eléctricas producidas por el ascenso violento de aire con gases y vapor muy calientes.

Un microclima es un clima local de características distintas a las que están en la misma zona en que se encuentra. El microclima es un conjunto de valores meteorológicos que caracterizan un contorno o ámbito reducido y que se diferencian de los que existen en su entorno.
Los factores que lo componen son la topografía, temperatura, humedad, altitud, latitud, insolación y la cobertura vegetal.